# 埃爾普羅格雷索 (胡蒂亞帕省)
14°21′N 89°51′W / 14.350°N 89.850°W
埃爾普羅格雷索（西班牙語：El Progreso），是危地馬拉的城鎮，位於該國東南部，由胡蒂亞帕省負責管轄，面積68平方公里，海拔高度952米，2002年人口18,194，人口密度每平方公里267.56人。